# Atlantisk vårtlav
Atlantisk vårtlav (Pyrenula occidentalis) är en lavart som först beskrevs av och som fick sitt nu gällande namn av Richard Clinton Harris. 
Atlantisk vårtlav ingår i släktet Pyrenula och familjen Pyrenulaceae. Arten är reproducerande i Sverige. Inga underarter finns listade i Catalogue of Life.